# Elisabeth Lucretia van Teschen
Elisabeth Lucretia van Teschen (1 juni 1599 - 19 mei 1653) was van 1625 tot 1653 hertogin van Teschen. Zij behoorde tot de Silezische tak van het huis Piasten en was de laatste hertogin van Teschen afkomstig uit deze dynastie.

## Levensloop
Elisabeth Lucretia was de tweede dochter van hertog Adam Wenceslaus van Teschen en diens echtgenote Elisabeth, dochter van hertog Godhard Kettler van Koerland. Oorspronkelijk werd ze opgevoed volgens het lutheraans geloof, maar in 1611 bekeerde zich met de rest van haar familie tot het katholicisme.
In 1617 overleed haar vader, waarna haar jongere broer Frederik Willem hem opvolgde als hertog van Teschen. Op 23 april 1618 huwde ze tegen haar eigen wil in met de twintig jaar oudere weduwnaar Gundakar van Liechtenstein, ook een voormalige lutheraan. Ze kregen drie kinderen, maar het huwelijk bleek al snel onsuccesvol en in 1626 scheidden ze officieel uit de echt. 
Gundakar was ook de jongere broer van hertog Karel I van Troppau, die een van leden was van de regentenraad die in naam van Frederik Willem over Teschen moest regeren. In feite had de regentenraad echter geen enkele macht en werd de echte macht door Elisabeth Lucretia uitgeoefend. Toen Frederik Willem in 1624 het bestuur effectief in handen nam, verloor Elisabeth Lucretia haar macht terug. Toen haar broer in 1625 in keizerlijke dienst trad in de Spaanse Nederlanden, werd Frederik Willem onderweg echter ziek en overleed hij in Keulen, ongehuwd en zonder wettige nakomelingen. 
Oorspronkelijk wilde keizer Ferdinand III, die als koning van Bohemen leenheer van het hertogdom Teschen was, het hertogdom toevoegen aan zijn domeinen. Uiteindelijk aanvaardde hij Elisabeth Lucretia als hertogin van Teschen, op grond van een privilege dat haar betovergrootvader Casimir II van Teschen in 1498 van koning Wladislaus II van Bohemen had gekregen. Dit privilege hield in dat vrouwelijke erfopvolging in Teschen werd toegelaten tot de vierde generatie, een voorwaarde waaraan Elisabeth Lucretia voldeed. 
Tijdens haar regering kende Teschen een van de moeilijkste periodes in zijn geschiedenis. Ze regeerde namelijk in de periode dat de Dertigjarige Oorlog heerste, waarbij het hertogdom Teschen meermaals geplunderd werd, zowel op het vlak van infrastructuur als op financieel vlak. Bovendien werd het hertogdom geconfronteerd met hongersnood en pestepidemieën, die het leven kostten aan vele inwoners. Teschen was de komende honderd jaar zelfs economisch en demografisch vernietigd en Elisabeth Lucretia's leven was ook meermaals in gevaar. De Vrede van Westfalen die de Dertigjarige Oorlog in 1648 beëindigde, betekende eindelijk vrede voor het hertogdom. 
In mei 1653 overleed Elisabeth Lucretia, waarna ze werd bijgezet in het dominicanenklooster van Teschen. Na haar dood keerde het hertogdom Teschen terug naar de Boheemse kroon en werd het voortaan zelfstandig bestuurd door de Boheemse koningen uit het huis Habsburg. De Habsburgers bleven vervolgens de titel van hertog van Teschen dragen tot het einde van het Habsburgse Rijk en de ontbinding van het hertogdom Teschen in 1918.

## Nakomelingen
Elisabeth Lucretia en Gundakar kregen drie kinderen:
- Maria Anna (1621-1655)
- Ferdinand Johan (1622-1666)
- Albrecht (1625-1627)